# Matsushige (Tokushima)
Matsushige (松茂町 Matsushige-chō?) es un pueblo localizado en la prefectura de Tokushima, Japón. En junio de 2019 tenía una población estimada de 14.819 habitantes y una densidad de población de 1.041 personas por km². Su área total es de 14,24 km².

## Geografía

### Localidades circundantes
- Prefectura de Tokushima
  - Kitajima
  - Naruto
  - Tokushima

## Demografía
Según los datos del censo japonés, esta es la población de Matsushige en los últimos años.
| 1995   | 2000   | 2005   | 2010   | 2015   |
| ------ | ------ | ------ | ------ | ------ |
| 13.562 | 14.267 | 14.926 | 15.070 | 15.204 |